# Resgate da caverna de Tham Luang
O resgate da caverna de Tham Luang foi uma missão de salvamento internacional contínua para resgatar um grupo de 12 garotos de 11 a 17 anos de idade de um time de futebol tailandês que ficaram presos, juntamente com seu treinador de 25 anos, em Tham Luang Nang No (em tailandês: ถ้ำหลวงนางนอน; "Grande Caverna da Senhora Adormecida"), uma caverna na província de Chiang Rai, na Tailândia, em 23 de junho de 2018.
As fortes chuvas inundaram parcialmente a caverna durante sua visita no mesmo dia. Eles foram dados como desaparecidos poucas horas depois e as operações de busca começaram imediatamente. Esforços para localizá-los foram dificultados pelo aumento dos níveis de água, e nenhum contato foi feito por mais de uma semana. O esforço de resgate se expandiu em uma operação massiva em meio a intensa cobertura da mídia e interesse público.
Mais de 1000 pessoas estiveram envolvidas na operação de resgate, incluindo forças especiais da Marinha Tailandesa, bem como equipes e assistência técnica de vários países, incluindo o Reino Unido, China, Mianmar, Laos, Austrália, Estados Unidos, Rússia, Finlândia, Suécia, Ucrânia, e Israel.
Em 6 de julho de 2018 o mergulhador Saman Kunan, de 38 anos, morreu enquanto retornava de uma expedição que levou suprimentos aos meninos. Ele era sargento da reserva da marinha tailandesa.
O presidente da FIFA, Gianni Infantino, enviou uma carta ao presidente da Federação Tailandesa de Futebol convidando os meninos, treinador e todos os envolvidos no resgate para assistirem à final da Copa do Mundo FIFA de 2018 caso eles sejam resgatados a tempo de comparecerem ao evento.
As operações de retirada do grupo duraram três dias (8 a 10 de julho), concluindo um moroso processo de preparação. No dia 8 de julho foram retirados quatro rapazes, outros quatro no dia seguinte, e no dia 10 saíram os últimos cinco ocupantes, incluindo o treinador. Cada um foi retirado acompanhado de dois mergulhadores profissionais.
Durante a operação os rapazes foram sedados com Cetamina para diminuir o risco de hipotermia (o segundo rapaz a sair da gruta tinha uma temperatura corporal de apenas 35 graus) e ataques de pânico.
No dia 10 de julho, um sócio gerente da produtora norte-americana Pure Flix anunciou que a empresa planeja criar uma longa-metragem baseado no resgate, com potencial de lançamento mundial.

## Lista dos membros do grupo
| Nome                          | Apelido | Idade | Data do resgate     |
| ----------------------------- | ------- | ----- | ------------------- |
| Chanin Vibulrungruang         | Titan   | 11    | -                   |
| Panumas Sangdee               | Mig     | 13    | -                   |
| Duganpet Promtep              | Dom     | 13    | -                   |
| Somepong Jaiwong              | Pong    | 13    | -                   |
| Mongkol Booneiamม             | Mark    | 13    | -                   |
| Nattawut Takamrong            | Tern    | 14    | -                   |
| Ekarat Wongsukchan            | Bew     | 14    | -                   |
| Adul Sam-on                   | —       | 14    | -                   |
| Prajak Sutham                 | Note    | 15    | -                   |
| Pipat Pho                     | Nick    | 15    | -                   |
| Pornchai Kamluang             | Tee     | 16    | -                   |
| Peerapat Sompiangjai          | Night   | 17    | -                   |
| Ekapol Chantawong (treinador) | Ake     | 25    | 10 de julho de 2018 |

## Legado

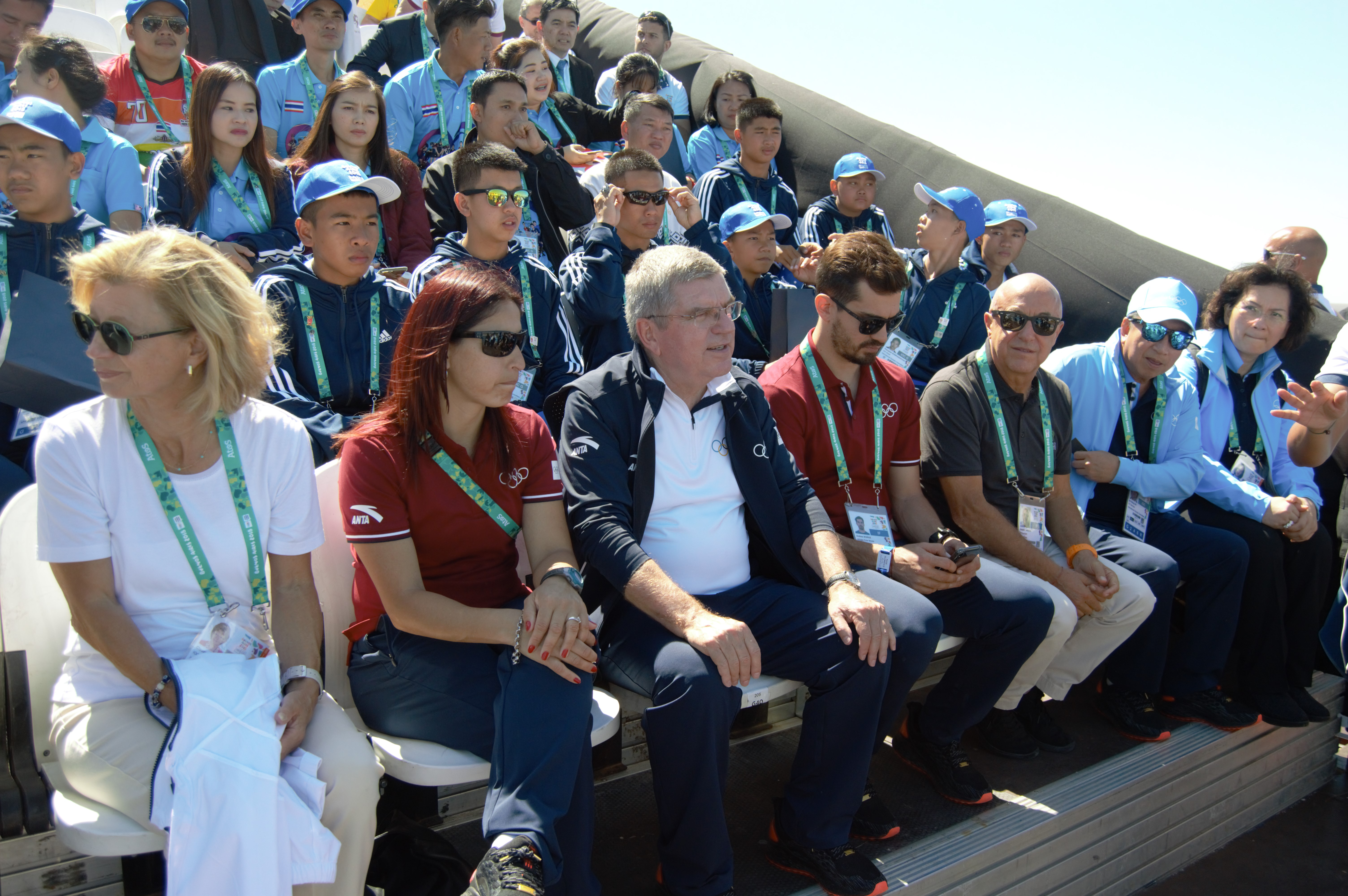
Os Wild Boars com Thomas Bach nos Jogos Olímpicos de Verão da Juventude de 2018 na Argentina.

O chefe da missão de resgate e ex-governador da província de Chiang Rai, Narongsak Osatanakorn, disse que o sistema de cavernas seria transformado em um museu vivo para destacar como a operação se desenrolou. O primeiro-ministro Prayut Chan-o-cha reconheceu a declaração, mas destacou as preocupações com a segurança dos turistas, afirmando que as precauções teriam que ser adicionadas e corretamente implementadas dentro e fora para proteger os turistas.
Após o incidente, os SEALs da Marinha da Tailândia incluirão mergulho em cavernas em seu treinamento para estarem melhor preparados para emergências semelhantes.
Três dos garotos e seu assistente técnico eram apátridas, e as autoridades prometeram que eles receberiam a cidadania tailandesa dentro de seis meses. Em 26 de setembro, os quatro receberam a cidadania tailandesa.  O governo tailandês prometeu acabar com a apatridia até 2024.

## Midia

### Livros
- Aquanaut: A Life Beneath The Surface – The Inside Story of the Thai Cave Rescue (2021) por Rick Stanton
- Thirteen Lessons that Saved Thirteen Lives: The Thai Cave Rescue (2021) por John Volanthen
- Against All Odds por Craig Challen e Richard Harris
- All Thirteen - um livro infantil de não-ficção de 2020 da autora americana Christina Soontornvat. Ele recebeu críticas positivas dos críticos e foi premiado com uma Newbery Honor e uma Sibert Honor em 2021.
- The Boys in the Cave (2018) por Matt Gutman
- The Great Cave Rescue (2018) por James Massola
- The Art of Risk (2023) por Richard Harris

### Filmes e televisão
- 2018: Against The Elements: Tham Luang Cave Rescue, documentário com entrevistas exclusivas produzido pelo Channel News Asia em Singapura.[22]
- 2018: Thai Cave Rescue, um episódio da série de televisão científica Nova (temporada 45, episódio 14.[23]
- 2019: The Cave, longa-metragem escrito e dirigido pelo cineasta tailandês-irlandês Tom Waller. Ele apresenta muitos dos mergulhadores de cavernas da vida real como eles mesmos.[24]
- 2019: 13 LOST - The Untold Story of the Thai Cave
- 2021: The Rescue, a National Geographic documentário da National Geographic lançado em 8 de outubro de 2021. O filme fez uso de imagens de body-cam gravadas pelos mergulhadores envolvidos na operação.[25]
- 2022: Thirteen Lives, filme original Amazon dirigido por Ron Howard (com roteiro de William Nicholson) foi lançado nos cinemas em julho de 2022 e no Amazon Prime em agosto de 2022. Os direitos do filme foram adquiridos em 2020 da Pure Flix.  As filmagens começaram em Queensland, Austrália, em março de 2021.[26][27]
- 2022: Thai Cave Rescue, uma série limitada da Netflix foi lançada em 22 de setembro de 2022. É a única produção dramática que teve acesso aos membros dos Wild Boars.[25]
- 2022: The Trapped 13: How We Survived The Thai Cave, um documentário da Netflix foi lançado em 5 de outubro de 2022. O documentário apresenta entrevistas com membros selecionados da equipe de Wild Boars.[28]

### Música
Uma canção sobre o resgate, "Heroes of Thailand" foi escrita em 16 de julho de 2018 pelo produtor musical britânico Will Robinson, com letras em inglês e dialeto do norte da Tailândia e foi interpretada pelo Isan Project com Ronnarong Khampha.